# A doboz (film)
A doboz (eredeti cím: The Box) egy 2009-es amerikai misztikus thriller amit Richard Kelly írt és rendezett, aki egyben társproduceri feladatokat is ellátta. A film Richard Matheson 1970-es "Button, Button" című novelláján alapul, amelyet korábban az Alkonyzóna (The Twilight Zone) című televíziós sorozat egyik epizódjává dolgoztak át. A film főszereplői (Cameron Diaz és James Marsden) egy házaspárt alakítanak, akik egy dobozt kapnak egy titokzatos férfitól (Frank Langella alakítja), aki egymillió dollárt ajánl nekik, ha megnyomják a doboz tetején lévő kupolába zárt gombot, de közli velük, hogy a gomb megnyomása után valaki, akit nem ismernek, meghal.

## Cselekmény
|  | Alább a cselekmény részletei következnek! |

A történet az 1970-es években játszódik. Egy reggel a Lewis család háza előtt egy csomagot hagynak, amely egy titokzatos fadobozt tartalmaz, aminek a tetején egy piros gomb van. Aznap délután a házaspárt meglátogatja a titokzatos és eltorzult arcú férfi, Arlington Steward, aki elmagyarázza, hogyan működik a doboz. A különös férfi egymillió dollárt ajánl fel Normának és Arthurnak készpénzben, ha a következő 24 órában megnyomják a gombot. A gomb megnyomása azonban egy olyan személy halálát eredményezi valahol a bolygón, akit Norma és Arthur nem ismer. A család hirtelen anyagi kényszerhelyzetbe kerül: Arthurt, aki a NASA alkalmazottja, váratlanul nem veszik fel az űrhajósprogramba, Norma pedig megtudja, hogy fia, Walter iskolája meg akarja szüntetni a tandíjkedvezményt. Norma nem tud ellenállni a kísértésnek, és közvetlenül a határidő lejárta előtt megnyomja a gombot. Arlington Steward ismét megjelenik a bejárati ajtóban, és átadja a családnak az egymillió dolláros készpénzt tartalmazó bőröndöt. Visszaviszi magával a dobozt, és elmagyarázza, hogy az átprogramozás után egy másik családnak újabb erkölcstelen ajánlatot tesznek.
A baljós idegen kétértelmű megjegyzése miatt Norma és Arthur azt hiszi, hogy ők lesznek a következő halálos áldozatok. Kiderül, hogy Arlington Steward egy volt NASA-alkalmazott, akibe évekkel ezelőtt belecsapott a villám, és meghalt. A villámcsapás következtében magasabb erők költöztek a tudós testébe, és ő most erkölcstelen döntést hoz a nevükben. Ezen eljárás révén ezek a magasabb hatalmak ki akarják deríteni, hogy érdemes-e életben tartani az emberi civilizációt. Ha elég ember ellenáll a kísértésnek, az emberiség megmenekül.
Az Arlington Steward alkalmazottai elrabolják Waltert, és megvakítják majd megsüketítik. Arlington ezután ismét meglátogatja a Lewis családot, és ismét választás elé állítja a házaspárt. Vagy Arthur lövi le a feleségét, Normát, vagy a fiuk, Walter örökre vak és süket marad. Mivel meg akarja kímélni a fiát ettől a szenvedéstől, Norma rábeszéli a férjét, hogy lője le. Éppen amikor Arthur meghúzza a pisztoly ravaszát, egy másik házaspár látható, amint megnyomja a gombot a fadobozon, és ezzel Waltert megszabadítja fogyatékosságától.
Arthurt letartóztatják a rendőrök, de nem sokkal később átadják a feketébe öltözött férfiaknak, akik leveszik róla a bilincset. Egy fekete limuzinhoz vezetik, ahol közlik vele, hogy mindent megtesznek érte és a fiáért, ami szükséges. Walter az ablakból figyeli, ahogy a limuzin elhajt Arthurral. Az utolsó jelenetben ismét Arlington Steward áll a szomszédos utcán, kezében a dobozzal.
|  | Itt a vége a cselekmény részletezésének! |

## Szereplők
| Szerep            | Színész        | Magyar hang        |
| ----------------- | -------------- | ------------------ |
| Norma Lewis       | Cameron Diaz   | Für Anikó          |
| Arthur Lewis      | James Marsden  | Széles Tamás       |
| Arlington Steward | Frank Langella | Szilágyi Tibor     |
| Norm Cahill       | James Rebhorn  | Cs. Németh Lajos   |
| Dick Burns        | Holmes Osborne | Rosta Sándor       |
| Dana              | Gillian Jacobs | Pap Katalin        |
| Lana Burns        | Celia Weston   | Menszátor Magdolna |
| Clymene Steward   | Deborah Rush   | Zsolnai Júlia      |

## Forgatás
Richard Kelly rendező Richard Matheson író 1970-es "Button, Button" című novellája alapján írta a forgatókönyvet, amelyből korábban egy azonos című Alkonyzóna-epizód is készült. A forgatás nagy része Bostonbna és Massachusetts környékén zajlott. A jelenetek nagy részét Boston belvárosában, Dél-Bostonban, Walthamban, Ipswichben, Winthropban, Miltonban, Medfieldben, Quincyben, Kingstonban és North Andoverben vették fel. A forgatás egy része a Milton Academy campusán és a bostoni közkönyvtárban zajlott. North Andoverben egy nagy beltéri díszletet építettek a Lucent Technologies egykori épületében, hogy egy NASA-laboratóriumot idézzenek meg. A forgatás 2007. november 15. és 2008. február 1. között zajlott.

## Bevétel
A doboz 2009. november 6-án került a mozikba 2635 moziban. A mozipénztáraknál a nyitóhétvégéjén csaknem 7,6 millió dollárt hozott, ami a hatodik helyre volt elég, megelőzték, a szintén debütáló (Karácsonyi ének (első helyen végzett), Kecskebűvölők (harmadik helyen végzett) és a Negyedik típusú találkozások (negyedik lett) című filmek, valamint a második hete műsoron lévő This Is It (második helyen végzett) és a Parajelenségek (ötödik helyen végzett) című filmek. Az Egyesült Államokban 15 millió dollárt, a világ többi részén 18,2 millió dollárt hozott, az összbevétele 33,3 millió dollár.

## Kritikai visszhang
A Rotten Tomatoes-on a Letaszítva 43%-os tetszési indexet ért el 156 kritikus véleménye alapján. 67 kritikus pozitívan 89 kritikus negatívan értékelte a filmet.

## Fordítás
- Ez a szócikk részben vagy egészben  a   The Box (2009 film) című angol Wikipédia-szócikk fordításán alapul.  Az eredeti cikk szerkesztőit annak laptörténete sorolja fel. Ez a jelzés csupán a megfogalmazás eredetét és a szerzői jogokat jelzi, nem szolgál a cikkben szereplő információk forrásmegjelöléseként.